# Missionnaires de Mariannhill

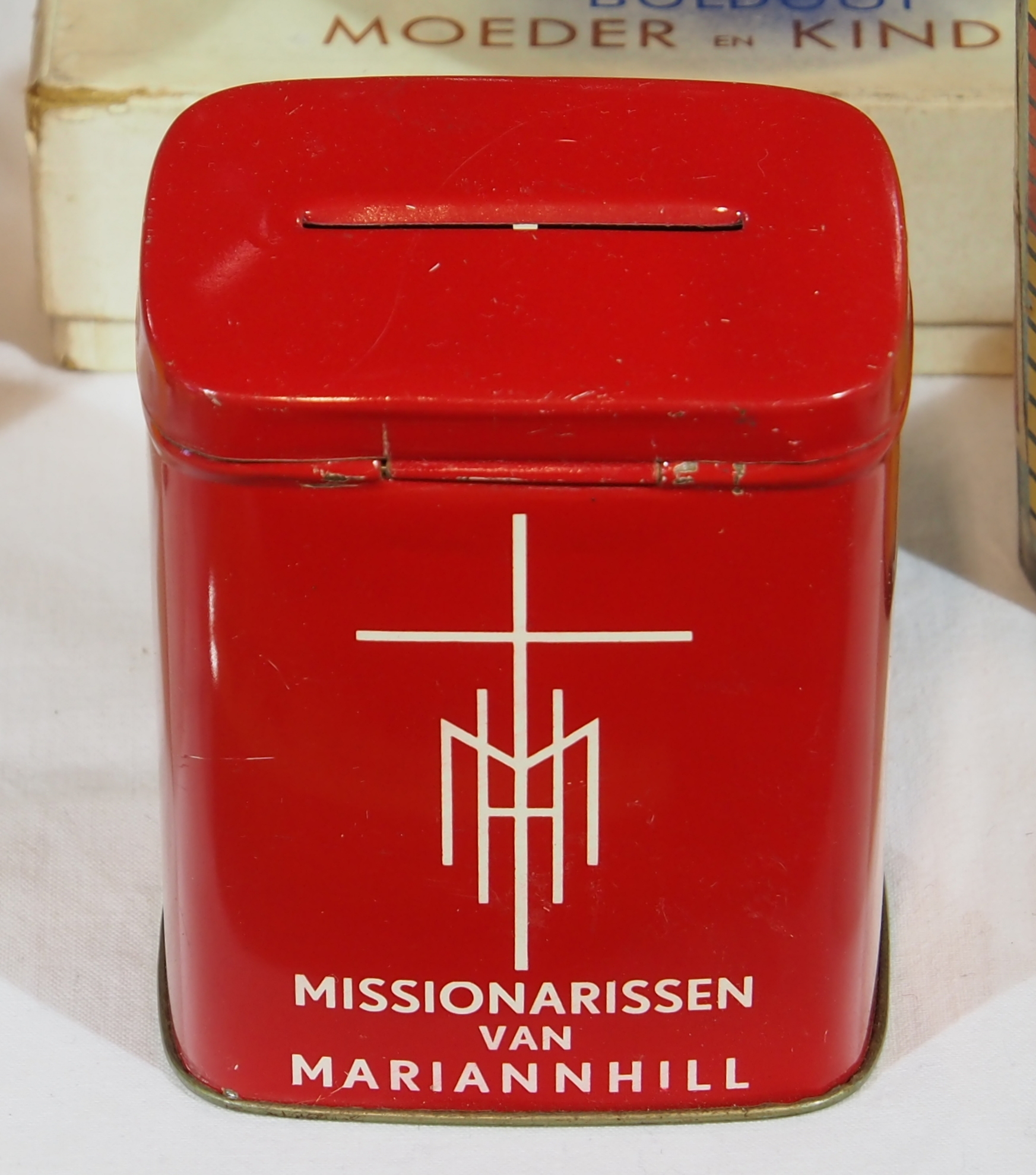
Boite à dons des missionnaires de Mariannhill

La congrégation des Missionnaires de Mariannhill a été fondée par le trappiste Franz Pfanner en Afrique du Sud en 1882. Leur abréviation est C.M.M.

## Historique
Le Père Pfanner est né en 1825 dans le Voralberg en Autriche, où il était prêtre séculier avant d'entrer à la Trappe de Mariawald. Puis il a fondé celui de Marija Zvijezda (Étoile de Marie) en Bosnie-Herzégovine, dont il a été le supérieur de 1869 à 1880.
En 1882, avec trente moines trappistes venus comme lui de Bosnie, il fonde Mary-Anne-Hill (Mariannhill) dans la colonie britannique de Natal (Afrique du Sud). Ce monastère devient abbaye en 1885, et il en est le premier abbé.
Des monastères sont fondés au Swaziland, au Lesotho, au Botswana ; Le P. Pfanner étend un réseau de missions dans le sud de la province de Natal, entourés d'écoles animées par des religieuses enseignantes, dont les sœurs du Très Précieux Sang (fondées par le P. Pfanner).
L'activité missionnaire ne coïncidait pas avec la règle trappiste. Aussi, en 1909, le pape Pie X a-t-il séparé Mariannhill de l'Ordre des Trappistes.
Il démissionne en 1892 pour vivre en ermite jusqu'à sa mort en 1909 à la mission « Emmaüs » en Afrique du Sud. Il est enterré à Mariannhill, maison-mère de la congrégation des Missionnaires de Mariannhill.

## Aujourd'hui
Depuis 2004, le supérieur général est le P. Damian Weber. Ses membres étaient en décembre 2005, selon l'annuaire pontifical de 2007, au nombre de 390 religieux, dont 214 prêtres dans 33 maisons.
Ils sont présents en Afrique du Sud, au Zimbabwe, en Zambie, en Tanzanie, dans la République démocratique du Congo, au Kenya, en Corée du Sud, au Mozambique et en Papouasie-Nouvelle-Guinée (4 maisons). Ils opèrent aussi en Allemagne, en Autriche (8 communautés), en Suisse alémanique (4 communautés), en Hollande, en Pologne, en Roumanie, en Espagne (3 communautés), en Italie, au Danemark, au Portugal, dans le Grand Nord canadien et à Québec (2 maisons) et aux États-Unis (une maison avec 9 missionnaires).
La maison généralice se trouve à Rome, mais l'établissement principal où se trouvent le noviciat pour les vocations européennes et le siège de la province d'Allemagne est situé à Wurtzbourg, avec un musée africain et la maison d'édition de la congrégation. La congrégation possède plusieurs établissements d'enseignement dont les plus réputés sont Riedegg, près de Gallneukirchen en Haute-Autriche (avec un musée africain) et le lycée de Maria Veen en Allemagne, près de Münster (environ 900 élèves avec 8 missionnaires de Mariannhill et trois religieuses du Très Précieux Sang).

## Missionnaires assassinés
Pendant les violences de la guerre du Zimbabwe (ex Rhodésie du Sud) sept missionnaires de Mariannhill trouvent la mort de 1976 à 1987 dans le diocèse de Bulawayo avec d'autres personnes (dont deux religieuses infirmières missionnaires du Précieux-Sang) :
- Le Frère Andreas von Arx
- Le Frère Peter Geyermann
- Le Frère Kilian Knörl
- Mgr Adolf Schmitt
- Le Père Edmar Somerreisser
- Le Frère Matthias Sutterlüty
- Le Père Possenti Weggartner